# Rimava (odrůda révy vinné)

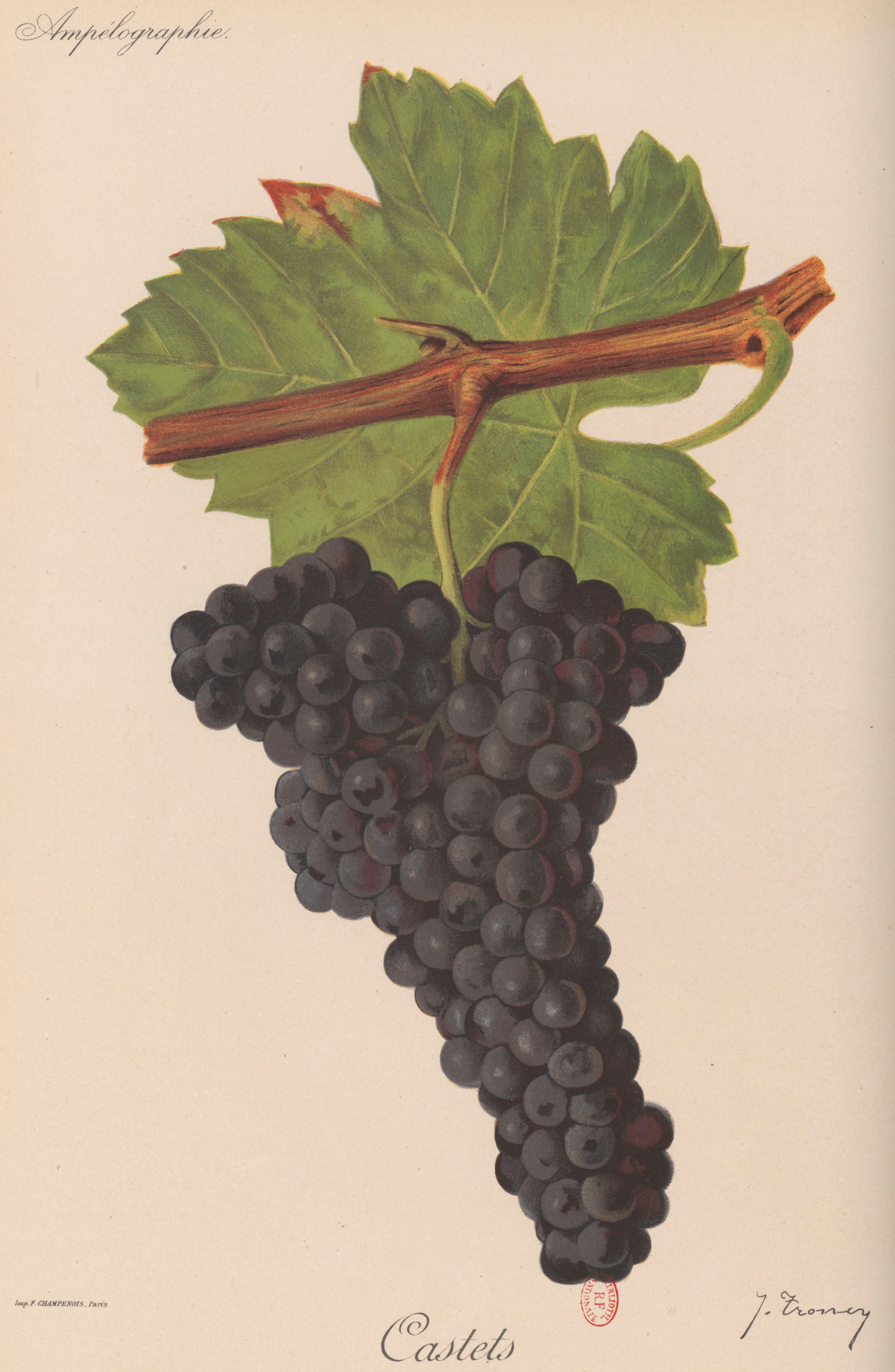

Rimava je středně pozdní až pozdní moštová odrůda révy vinné (Vitis vinifera), používaná k výrobě červených vín. Odrůda byla vyšlechtěna na Slovensku v roce 1976, Ing. Dorotou Pospíšilovou, Ph.D. a kolektivem šlechtitelů Výzkumného ústavu vinohradnického Bratislava, křížením odrůd Castets a Abouriou noir.
Křížením těchto dvou odrůd vzniklo 85 semenáčků, ze kterých bylo vyselektováno pro další zkoušky osm jedinců. Pro velkou heterogenitu znaků potomstva byly dále selektovány čtyři typy, ze kterých později vzešly sesterské odrůdy Rimava, Hron, Nitranka a Váh, vesměs nesoucí jména slovenských řek.
Castets je autochtonní, středně pozdní, modrá moštová odrůda původu Vitis vinifera z francouzského jihozápadu, z départementu Gironde, která se sem údajně měla dostat z podhůří Pyrenejí, či, podle jiné teorie, byla jako semenáček nalezena r. 1870 poblíž lesa u obce Saint-Macaire a namnožena místním vinařem jménem Nicouleau. Každopádně, jméno získala po muži jménem Castets, který se zasloužil o její rozšíření kolem r. 1875. Je pěstována velmi vzácně, roku 1998 na 0,5 ha a mísena do cuvée vín Vin de Pays v okolí města Aveyron severně od Gaillac, její pěstování je připuštěno též v Provence, v AOC Palette a Vins d'Estaing. Odrůda je poměrně odolná, ale vína dává průměrná.

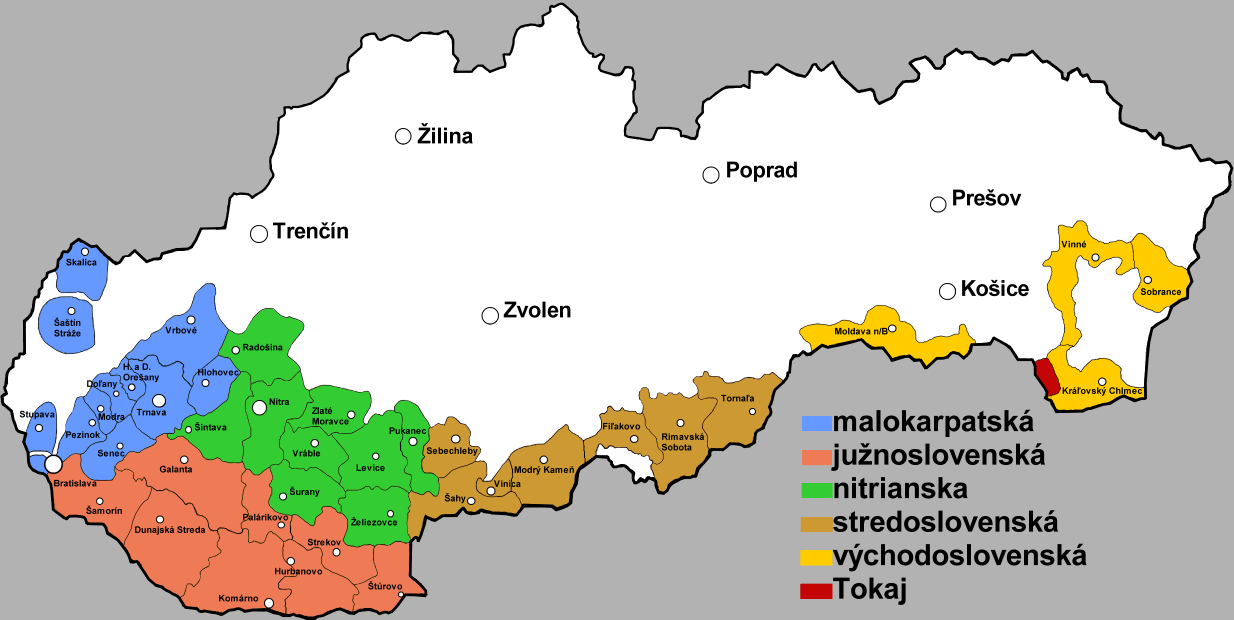

Abouriou noir je autochtonní, raná, modrá moštová odrůda původu Vitis vinifera z jihozápadní Francie, z regionu Sud-Ouest, z départementu Lot-et-Garonne. Je potomkem odrůdy Magdeleine Noire des Charentes  a pochází ze semenáčku, který byl nalezen kolem r. 1840 a další selekcí upravován do dnešní podoby. Odrůda byla v roce 2007 pěstována ve Francii ve třech klonech na 388 ha s klesající tendencí. Do cuvée se užívá v AOC Côtes du Marmandais a Vins d’Estaing a dále v mnoha Vin de Pays v regionu Sud-Ouest a v údolí Loiry. Pěstuje se též v Austrálii a v Kalifornii. Poměrně odolná odrůda dává kvalitní vína, kterým někdy schází acidita.

## Popis
Réva vinná (Vitis vinifera) odrůda Rimava je jednodomá dřevitá pnoucí liána, dorůstající v kultuře až několika metrů. Kmen tloušťky až několik centimetrů je pokryt světlou borkou, která se loupe v pruzích. Úponky révy umožňují této rostlině pnout se po pevných předmětech. Růst je bujný se vzpřímenými letorosty.
List je středně velký až velký, pětilaločnatý s mělkými až středně hlubokými výkroji, čepel listu je vrásčitá. Řapíkový výkroj je úzce otevřený, lyrovitý s ostrým dnem, ale častěji překrytý s průsvitem až široce překrytý, řapík je hladký, zelený až narůžovělý, žilnatina listu v oblasti napojení řapíku je mírně pigmentovaná.
Oboupohlavní pětičetné květy v hroznovitých květenstvích jsou žlutozelené, samosprašné. Hrozen je středně velký až velký (14 x 12 cm, 150 g), řidší, kónický, většinou s jedním křidélkem, bobule jsou poměrně malé (12 x 12 mm, 1 g), okrouhlé, modré až černomodré barvy, jejich dužina má výraznou kabernetovou chuť.

## Původ a rozšíření
Rimava je moštová odrůda révy vinné (Vitis vinifera). Odrůda byla vyšlechtěna na Slovensku v roce 1976, Ing. Dorotou Pospíšilovou, Ph.D. a kolektivem šlechtitelů Výzkumného ústavu vinohradnického Bratislava, křížením odrůd Castets a Abouriou noir. V Listině registrovaných odrůd SR je odrůda zapsána od roku 2011, již od roku 2004 je právně chráněná.
Na Slovensku je odrůda pěstována na nevelkých plochách. Ve Státní odrůdové knize České republiky není zapsána, není uvedena ani mezi odrůdami, ze kterých je dovoleno vyrábět zemská vína. V České republice se pěstuje pouze velmi okrajově, na Moravě, kde se lze na místních koštech vzácně setkat s odrůdovými víny.

## Název
Název odrůdy je odvozen od názvu slovenské řeky Rimava, názvy řek jsou slovenskými šlechtiteli používány pro nové odrůdy révy poměrně často. Šlechtitelské označení odrůdy je CAAB 3/12.

## Pěstování
Réví dobře vyzrává, přesto je odrůda citlivější vůči zimním mrazům. Pro pozdější dobu rašení není ohrožována pozdními jarními mrazy. Odrůda má mírný sklon ke sprchávání, což působí jako samoregulační faktor plodnosti a zlepšuje to kvalitu vín, pouze v chladnějším, deštivém počasí v době květu mohou být výnosy podstatně ovlivněny. Výlisnost moštu z 1 kg je cca 675 ml. Plodnost je vysoká, 10–16 t/ha při cukernatosti 18,5–25,5 °NM a aciditě 7–11 g/l. Vzhledem k bujnému růstu je doporučováno vyšší vedení a podnože, které částečně brzdí růst, jako SO-4 nebo T 5C. Nedoporučuje se K 5BB, ta podporuje sprchávání.

### Fenologie
Rimava raší i kvete středně pozdně, nejpozději ze skupiny čtyř sesterských odrůd, rozdíl je 10–14 dní. Hrozny se sklízejí v polovině října.

### Choroby a škůdci
Odrůda je průměrně odolná houbovým chorobám a škůdcům, při běžné chemické ochraně je zvládá bez problémů. Řidší hrozny na keřích ani při nepříznivém podzimním počasí nehnijí.

### Poloha a půdy
Rimava roste dobře i v písčitých, ne však výsušných půdách, v těžších půdách bývá acidita moštu vyšší. Vyžaduje teplé a slunné polohy, dobře chráněné před zimními mrazy.

## Víno
Vína mají tmavočervenou barvu, jsou plná, harmonická, s výrazným, příjemným kabernetovým aroma. V rámci křížení, ze kterého odrůda pochází, patří k těm kvalitou nejlepším. Vína bývají harmonická již jako mladá, třísloviny jsou jemné, z průměrných ročníků a neredukovaných sklizní mají sice tenčí tělo, ale neztrácejí většinou barvu a buket. Výborně vyzrávají a jsou vhodná k delší archivaci. Uplatnění najdou určitě také jako složka cuvée s chuťově neutrálními víny. Primárně jsou nejvhodnější k výrobě odrůdových jakostních vín.

### Multimédia
- Ing. Radek Sotolář : Multimediální atlas podnožových, moštových a stolních odrůd révy, Mendelova zemědělská a lesnická universita Brno, zahradnická fakulta v Lednici
- Martin Šimek : Encyklopédie všemožnejch odrůd révy vinné z celýho světa s přihlédnutím k těm, co již ouplně vymizely, 2008–2012